# Diecezja Reykjavíku
Diecezja Reykjavíku – diecezja obrządku łacińskiego obejmująca w całości terytorium Islandii. Stolicą diecezji jest Reykjavík. Biskup jest członkiem Konferencji Episkopatu Skandynawii.

## Historia diecezji

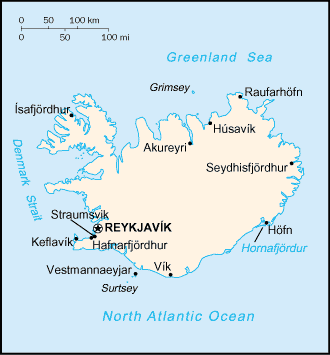
Diecezja Reykjavíku obejmuje całe terytorium Islandii

Prefektura apostolska Islandii została utworzona 12 czerwca 1923, natomiast 6 czerwca 1929 przekształcono ją w administraturę apostolską. 18 października 1968 podniesiona do rangi diecezji. Obecnym ordynariuszem diecezji Reykjavíku jest biskup Dávid Tencer. Jest on piątym biskupem Reykjavíku w historii tej diecezji.
Diecezja Reykjavíku jest współczesną kreacją. W okresie przed reformacją Kościół katolicki w Islandii podlegał jurysdykcji biskupów Skálholtu (zał. 1056) i Hólaru (zał. 1106), których diecezje w okresie reformacji przekształciły się w luterańskie. W 1801 zostały one połączone w diecezję Islandii z siedzibą w Reykjavíku luterańskiego Kościoła Islandii. Kościół katolicki w Islandii wznowił działalność w I połowie XIX wieku.
Diecezja prowadzi również posługę dla Polonii islandzkiej.
Autor herbu jest słowacki heraldyk Marek Sobola. Herb został przyjęty w 2016.

## Kościoły
- Bazylika katedralna Chrystusa Króla w Reykjavíku
- Kościół parafialny Najświętszej Marii Panny w Reykjavíku
- Kościół parafialny św. Piotra w Akureyri
- Kościół parafialny św. Józefa w Hafnarfjörðurze
  - Kościół parafialny św. Jana Pawła II w Reykjanesbær (Ásbrú)
- Kaplica w Ísafjörður
- Duszpasterstwo w Stykkishólmur

## Biskupi Reykjavíku

### Wikariusze apostolscyIslandii
- Martin Meulenberg (12 czerwca 1923 – 3 sierpnia 1941, zmarł)
- Johánnes Gunnarsson (23 lutego 1942 – 14 października 1967, zrezygnował)

### Biskupi Reykjavíku
- Hendrik Hubert Frehen (18 października 1968 – 31 października 1986, zmarł)
- Alfred James Jolson (12 grudnia 1987 – 21 marca 1994, zmarł)
- Joannes Baptist Matthijs Gijsen (24 maja 1996 –  30 października 2007,zmarł)
- Pierre Bürcher (15 grudnia 2007[3] – 18 września 2015, zrezygnował)[4]
- Dávid Tencer OFMCap. (nominacja 18 września 2015)[4]